# 大久町大久
大久町大久（おおひさまち おおひさ）は、福島県いわき市の大字である。郵便番号は979-0338。

## 地理
いわき市北東部の大久地区に属する。北東で久之浜町末続、久之浜町金ケ沢、東から南にかけ久之浜町久之浜、久之浜町西、南で大久町小久、南西で四倉町玉山、四倉町八茎、西で小川町上小川、北で双葉郡広野町上浅見川、広野町折木とそれぞれ隣接する。概ね町村制施行以前の楢葉郡大久村の流れを汲む地域である。二級水系大久川流域を主な範囲とする。多くを山林が占め、大久川中下流沿いの平地に水田が広がり、山裾や河岸段丘の上側を中心に集落が広がる。県内でも有数の化石産出地として知られ、フタバスズキリュウ化石産出地やいわき市アンモナイトセンター、いわき市海竜の里センターが立地する。内郷御厩町に所在するいわき中央警察署及び四倉町に所在する平消防署四倉分署がそれぞれ管轄にあたる。

### 主な字
字
- 北田
- 砂里
- 米野
- 石坪
- 猿田
- 脇
- 禰宜内
- 中里
- 滝尻
- 唐貝内
- 沢小屋
- 松小屋

- 田仲
- 日渡
- 地切
- 川上
- 中ノ内
- 磐観音
- 能田
- 稲荷前
- 細田
- 新屋敷
- 柴崎
- 山ノ内

- 板木沢
- 山ノ神
- 入間沢
- 陣場
- 矢ノ目沢
- 三艘舟
- 毛勝
- 鶴房
- 木影
- 前沢
- 桃木沢
- 芦沢

- 上谷地
- 下谷地
- 石田太良
- 立石
- 久作作
- 原
- 山下
- 石ノ本
- 滝ノ尻
- 与平作
- 洞

### 山岳
- 三森山
- 猫鳴山

### 河川
二級水系大久川
- 大久川
  - 沢小屋川
  - 日渡川
    - 寺の作川

  - 入間沢川
  - 黒沢川
  - 立石川
  - 久作川

## 歴史
- 1879年1月27日 - 幕府領大久村が福島県内における郡区町村制の施行により楢葉郡の村となる[4]。
- 1889年4月1日 - 町村制の施行により大久村が小久村、小山田村と合併し楢葉郡大久村が発足する。旧大久村域は大久村の大字となる。[4]。
- 1896年4月1日 - 郡の廃置分合により楢葉郡が、標葉郡と合併し、新たに双葉郡が発足し、双葉郡大久村となる[4]。
- 1966年10月1日 - 大久村が平市・磐城市・常磐市・勿来市・内郷市、石城郡遠野町・四倉町・小川町・三和村・田人村・好間村、川前村、双葉郡久之浜村と合併しいわき市となり、いわき市大久地区の大字となる[4]。

## 世帯数と人口
2023年10月31日現在の世帯数と人口は以下の通りである。
| 大字       | 世帯数  | 人口  |
| ---------- | ------- | ----- |
| 大久町大久 | 456世帯 | 954人 |

## 小・中学校の学区
市立小・中学校に通う場合、学区は以下の通りとなる。
| 番地 | 小学校                     | 中学校                 |
| --- | -------------------------- | ---------------------- |
| 下記を除く全域 | いわき市立久之浜第一小学校 | いわき市立久之浜中学校 |
| 入間沢、板木沢、陣場、矢ノ目沢、 三艘舟、原、山下、石ノ本、毛勝、 滝ノ尻、与平作、洞、久作作、 石田太郎、鶴房、上谷地、下谷地、 芦沢、桃木沢、木影、前沢、柴崎、 山ノ神、鷺沼 | いわき市立久之浜第二小学校 | いわき市立久之浜中学校 |

## 交通

### 鉄道
- JR常磐線（東端をかすめる）

### 道路
- 常磐自動車道
  - 大久川橋
  - 大久トンネル
- 国道6号久之浜バイパス
- 福島県道35号いわき浪江線
- 福島県道246号折木筒木原久之浜線
- 福島県道247号片倉末続停車場線

## 施設
- いわき市立久之浜第二小学校
- いわき市海竜の里センター
- いわき市アンモナイトセンター
- いわき市大久公民館